# 第13航空艦隊 (日本海軍)
第十三航空艦隊（日语：／ Daijūsan Kōkū Kantai ?）是旧日本海軍的一支陆基海军航空兵编制。十三航舰成立于太平洋战争中后期，隶属于西南方面艦隊，主要任务为加强西南方向的防空能力，防备盟军可能的从印度洋方向的反攻，后期转为防御盟军对菲律宾等地的进攻。

## 历史
1943年（昭和18年），盟军从中太平洋方向发起了持续而猛烈的反攻，日军在所罗门群岛及新几内亚一带陷入了苦战。同一时间，西南方向上虽然大体平静，但盟军的动向越来越积极。日军忧虑盟军会从印度洋方面向荷属东印度、菲律宾一带发起反攻，而着手强化西南方面的防空能力，监视印度洋、包括非洲南部在内的盟军存在。日军根据情报，判断盟军在加尔各答新建立印度洋拥有4艘战列舰、两艘航空母舰（一艘为误认）、4艘护航航母、15艘巡洋舰（轻巡洋舰），考虑到意大利向盟军投降，盟军得以腾出手来将相应的舰队转移部署到锡兰、进而从正面发动对日作战的可能性非常高；另一种可能性，即盟军从北澳大利亚挥师荷属东印度的可能性也不小。同时，日军从菲律宾向满洲一带调走了一批作战飞机（约240架），西南方向的防空能力顿时成为问题。日军为了解决这个问题，9月20日将原属西南方面舰队的第23航空战队（司令伊藤良秋海军少将）及第28航空战队抽调出来组建了第十三航空舰队。十三航舰成立后归属于西南方面舰队指挥，执行护航反潜的任务，并进行对空警戒。28航战一直在菲律宾、文莱一带进行反潜作战，1944年下半年在苏门答腊一带与盟军空中部队展开交战。23航战负责北澳大利亚方向，不久转调至第一航空艦隊。
1944年12月下旬，雷伊泰島戰役（又译莱特岛战役）已经接近尾声，盟军开始在呂宋島附近活动，筹备发起呂宋島戰役。1945年1月3日，西南方面舰队根据情报判定盟军已经在吕宋岛南岸集结了大批兵力，同时在台湾岛一带还有至少3艘正规航母、3艘战列舰的可观兵力逡巡。日军针对此种情势，进行调动并改组编制。6日軍令部指示十三航舰自西南方面舰队独立，首长不再由西南方面舰队司令长官兼任；舰队统括菲律宾、以及除北澳大利亚以外西南方面舰队旗下所有航空部队。随着战局的迅速恶化，西南方面舰队的指挥陷入了困难，日军考虑进行进一步的改组工作。2月5日开始实行新的编制，第23航空战队（此时归一航艦所属）划入十三航舰；十三航舰归入第十方面艦隊。此后十三航舰一直留在第十方面舰队内。

## 编制

### 1943年9月20日，新编成时
- 第23航空战队
  - 第202海军航空队（日语：第三航空隊）、第381海军航空队（日语：第三八一海軍航空隊）、第753海军航空队
- 第28航空战队
  - 第331海军航空队（日语：第三三一海軍航空隊）、第551海军航空队（日语：第五五一海軍航空隊）、第851海军航空队
- 第732海军航空队（日语：第七三二海軍航空隊）

### 1944年4月1日，战时编制制度改定
根据截至3月25日部队变动而推定
- 第23航空战队
  - 第153海军航空队、第381海军航空队、第753海军航空队
- 第28航空战队
  - 第331海军航空队、第705海军航空队、第851海军航空队
- 第732海军航空队

### 1944年8月15日，菲律賓海海戰后
- 第28航空战队
  - 第331海军航空队（日语：第三三一海軍航空隊）、第551海军航空队（日语：第五五一海軍航空隊）、第851海军航空队
- 附属：第381海军航空队、第102、104航空基地队

### 1945年3月1日，菊水作戰前
- 馬来海军航空队、東印海军航空队
- 第23航空战队：濠北海军航空队
- 第28航空战队：第331海军航空队、第381海军航空队
- 附属：第11～13、31海軍航空隊

### 1945年6月1日，战败前夕
- 第31海军航空队、第381海军航空队、第936海军航空队
- 第28航空战队：馬来海军航空队、東印海军航空队、印支海军航空队

## 司令长官
1. （兼）高須四郎 海军中将：1943年9月20日 - （本职：西南方面舰队司令长官）
2. （兼）三川軍一 海军中将：1944年7月18日 - （本职：西南方面舰队司令长官）
3. （兼）大川内傳七（日语：大川内傳七） 海军中将：1944年11月1日 - 1945年1月8日[6]（本职：西南方面舰队司令长官）
4. 田结穣（日语：田結穣） 海军中将：1945年1月8日 - 1945年1月12日[6]（兼任：第一南遣舰队司令长官）
5. （兼）福留繁 海军中将：1945年1月13日[6] - （兼任：第一南遣舰队司令长官；第十方面舰队成立后，本职：第十方面舰队司令长官）

## 参谋长
1. 多田武雄（日语：多田武雄） 海军少将：1943年9月20日 -
2. 西尾秀彦 海军少将：1944年3月1日 -
3. 有馬馨（日语：有馬馨） 海军少将：1944年11月1日 -
4. 朝仓丰次 海军少将：1945年1月8日 -